# Storie di sera
Storie di sera è un programma televisivo italiano, spin-off di Storie Italiane, che va in onda dal 20 febbraio 2023 su Rai 1, condotto da Eleonora Daniele.

## Messa in onda
La trasmissione viene messa in onda nella seconda serata del lunedì, suddivisa in due parti, intervallate da un'edizione del Tg1. Al 12 maggio 2025 sono state trasmesse 22 puntate per 5 edizioni. Con l'unica eccezione della prima edizione, composta da sei puntate, tutte le altre edizioni sono composte da quattro puntate. La quinta edizione del programma è andata in onda dal 14 aprile al 12 maggio 2025. La seconda puntata di tale edizione, inizialmente programmata per il 21 aprile 2025, è stata posticipata alla settimana successiva. La trasmissione è confermata per la sesta edizione a partire da settembre 2025, per nove puntate.

## Caratteristiche
Il programma approfondisce fatti di attualità del programma originario dedicando inoltre alcune puntate a storici casi di cronaca che hanno avuto sviluppi ulteriori, tra i quali l'omicidio di Dirk Hamer nel 1978, la strage di Erba nel 2006, il mistero dei gemellini di Cutro nel 1970 e il delitto di via Carlo Poma nel 1990.

## Sigla
La sigla del programma è Storie, cantata da Anna Oxa.

## Edizioni
| Ediz. | Inizio           | Fine             | Puntate |
| ----- | ---------------- | ---------------- | ------- |
| 1ª    | 20 febbraio 2023 | 27 marzo 2023    | 6       |
| 2ª    | 23 ottobre 2023  | 13 novembre 2023 | 4       |
| 3ª    | 8 aprile 2024    | 29 aprile 2024   | 4       |
| 4ª    | 14 ottobre 2024  | 4 novembre 2024  | 4       |
| 5ª    | 14 aprile 2025   | 12 maggio 2025   | 4       |

## Puntate ed ascolti
| Ediz. | Puntata | Messa in onda    | Ascolti        | Ascolti     | Ascolti        | Ascolti       | Fonte ascolti |
| Ediz. | Puntata | Messa in onda    | Prima parte    | Prima parte | Seconda parte  | Seconda parte | Fonte ascolti |
| Ediz. | Puntata | Messa in onda    | Telespettatori | Share       | Telespettatori | Share         | Fonte ascolti |
| ----- | ------- | ---------------- | -------------- | ----------- | -------------- | ------------- | ------------- |
| 1ª    | 1       | 20 febbraio 2023 | 1 822 000      | 14,3%       | 671 000        | 8,2%          | [ F 1 ]       |
| 1ª    | 2       | 27 febbraio 2023 | 1 760 000      | 13,6%       | 795 000        | 9,4%          | [ F 2 ]       |
| 1ª    | 3       | 6 marzo 2023     | 1 438 000      | 12,1%       | 549 000        | 7,1%          | [ F 3 ]       |
| 1ª    | 4       | 13 marzo 2023    | 1 269 000      | 10,9%       | 494 000        | 6,8%          | [ F 4 ]       |
| 1ª    | 5       | 20 marzo 2023    | 1 391 000      | 12,2%       | 569 000        | 8,2%          | [ F 5 ]       |
| 1ª    | 6       | 27 marzo 2023    | 1 410 000      | 11,2%       | 547 000        | 7,1%          | [ F 6 ]       |
| 2ª    | 7       | 23 ottobre 2023  | 1 621 000      | 14,04%      | 959 000        | 12,68%        | [ F 7 ]       |
| 2ª    | 8       | 30 ottobre 2023  | 1 462 000      | 14,4%       | 601 000        | 9,2%          | [ F 8 ]       |
| 2ª    | 9       | 6 novembre 2023  | 1 560 000      | 14,2%       | 735 000        | 10,1%         | [ F 9 ]       |
| 2ª    | 10      | 13 novembre 2023 | 1 569 000      | 13,9%       | 617 000        | 8,7%          | [ F 10 ]      |
| 3ª    | 11      | 8 aprile 2024    | 1 141 000      | 9,88%       | 543 000        | 7,81%         | [ F 11 ]      |
| 3ª    | 12      | 15 aprile 2024   | 1 255 000      | 10,8%       | 644 000        | 8,7%          | [ F 12 ]      |
| 3ª    | 13      | 22 aprile 2024   | 997 000        | 8,8%        | 360 000        | 5,3%          | [ F 13 ]      |
| 3ª    | 14      | 29 aprile 2024   | 841 000        | 9,2%        | 444 000        | 7,2%          | [ F 14 ]      |
| 4ª    | 15      | 14 ottobre 2024  | 882 000        | 8,05%       | 651 000        | 8,85%         | [ F 15 ]      |
| 4ª    | 16      | 21 ottobre 2024  | 1 288 000      | 11,4%       | 584 000        | 8,52%         | [ F 16 ]      |
| 4ª    | 17      | 28 ottobre 2024  | 1 302 000      | 12,1%       | 585 000        | 9%            | [ F 17 ]      |
| 4ª    | 18      | 4 novembre 2024  | 1 042 000      | 9,9%        | 522 000        | 8%            | [ F 18 ]      |
| 5ª    | 19      | 14 aprile 2025   | 1 020 000      | 11,8%       | 416 000        | 7,8%          | [ F 19 ]      |
| 5ª    | 20      | 28 aprile 2025   | 1 154 000      | 12,1%       | 650 000        | 10,5%         | [ F 20 ]      |
| 5ª    | 21      | 5 maggio 2025    | 1 066 000      | 10,6%       | 513 000        | 8,5%          | [ F 21 ]      |
| 5ª    | 22      | 12 maggio 2025   | 1 108 000      | 10,2%       | 558 000        | 8,6%          | [ F 22 ]      |
| Media |         |                  |                |             |                |               |               |

## Audience
| Edizione | Rete televisiva | Anno | Programmazione | Programmazione | Programmazione | Programmazione | Programmazione | Programmazione | Programmazione | Telespettatori | Share |
| Edizione | Rete televisiva | Anno | L              | M              | M              | G              | V              | S              | D              | Telespettatori | Share |
| -------- | --------------- | ---- | -------------- | -------------- | -------------- | -------------- | -------------- | -------------- | -------------- | -------------- | ----- |
| 1ª       | Rai 1           | 2023 |                |                |                |                |                |                |                |                |       |
| 2ª       | Rai 1           | 2023 |                |                |                |                |                |                |                |                |       |
| 3ª       | Rai 1           | 2024 |                |                |                |                |                |                |                |                |       |
| 4ª       | Rai 1           | 2024 |                |                |                |                |                |                |                |                |       |
| 5ª       | Rai 1           | 2025 |                |                |                |                |                |                |                |                |       |

### Fonti degli ascolti
1. ↑   Ascolti TV | Lunedì 20 Febbraio 2023, su DavideMaggio.it. URL consultato il 21 Febbraio 2023.
2. ↑   Ascolti TV | Lunedì 27 Febbraio 2023, su DavideMaggio.it. URL consultato il 28 Febbraio 2023.
3. ↑   Ascolti TV | Lunedì 7 Marzo 2023, su DavideMaggio.it. URL consultato l'8 Marzo 2023.
4. ↑   Ascolti TV | Lunedì 13 Marzo 2023, su DavideMaggio.it. URL consultato il 14 Marzo 2023.
5. ↑   Ascolti TV | Lunedì 20 Marzo 2023, su DavideMaggio.it. URL consultato il 21 Marzo 2023.
6. ↑   Ascolti TV | Lunedì 27 Marzo 2023, su DavideMaggio.it. URL consultato il 28 Marzo 2023.
7. ↑   Ascolti TV | Lunedì 23 Ottobre 2023, su DavideMaggio.it. URL consultato il 24 Ottobre 2023.
8. ↑   Ascolti TV | Lunedì 30 Ottobre 2023, su DavideMaggio.it. URL consultato il 31 Ottobre 2023.
9. ↑   Ascolti TV | Lunedì 6 Novembre 2023, su DavideMaggio.it. URL consultato il 7 Novembre 2023.
10. ↑   Ascolti TV | Lunedì 13 Novembre 2023, su DavideMaggio.it. URL consultato il 14 Novembre 2023.
11. ↑   Ascolti TV | Lunedì 8 Aprile 2024, su DavideMaggio.it. URL consultato il 9 Aprile 2024.
12. ↑   Ascolti TV | Lunedì 15 Aprile 2024, su DavideMaggio.it. URL consultato il 16 Aprile 2024.
13. ↑   Ascolti TV | Lunedì 22 Aprile 2024, su DavideMaggio.it. URL consultato il 23 Aprile 2024.
14. ↑   Ascolti TV | Lunedì 29 Aprile 2024, su DavideMaggio.it. URL consultato il 30 Aprile 2024.
15. ↑   Ascolti TV | Lunedì 14 Ottobre 2024, su DavideMaggio.it. URL consultato il 15 Ottobre 2024.
16. ↑   Ascolti TV | Lunedì 21 Ottobre 2024, su DavideMaggio.it. URL consultato il 22 Ottobre 2024.
17. ↑   Ascolti TV | Lunedì 28 Ottobre 2024, su DavideMaggio.it. URL consultato il 29 Ottobre 2024.
18. ↑   Ascolti TV | Lunedì 4 Novembre 2024, su DavideMaggio.it. URL consultato il 5 Novembre 2024.
19. ↑   Ascolti TV | Lunedì 14 Aprile 2025, su DavideMaggio.it. URL consultato il 15 Aprile 2025.
20. ↑   Ascolti TV | Lunedì 28 Aprile 2025, su DavideMaggio.it. URL consultato il 29 Aprile 2025.
21. ↑   Ascolti TV | Lunedì 5 Maggio 2025, su DavideMaggio.it. URL consultato il 6 Maggio 2025.
22. ↑   Ascolti TV | Lunedì 12 Maggio 2025, su DavideMaggio.it. URL consultato il 13 Maggio 2025.

### Riferimenti e annotazioni
1. ↑   Tiziana Lupi, Emozionatevi con le "Storie di sera" di Eleonora Daniele - Torna su Rai1 la versione notturna del programma "Storie italiane", su Sorrisi e canzoni, 14 aprile 2025.
2. ↑   "Storie di sera" - Lunedì 21 aprile 2025, su Rai Ufficio Stampa, 21 aprile 2025.
3. ↑   Rai: i casi celebri di cronaca a "Storie di sera" su Rai1, su Ansa.it, 26 aprile 2025.
4. ↑   Maria Vittoria Savini, Eleonora Daniele raddoppia e va in prima serata - La conduttrice veneta continuerà con "Storie italiane" e "Storie di sera" su Rai1, su RaiNews.it, 28 giugno 2025.
5. ↑   Roberto Mallò, Storie di Sera riparte dal giallo di Cutro - Eleonora Daniele torna su Rai 1 con un nuovo ciclo di puntate dello spin-off di "Storie Italiane", su DavideMaggio.it, 14 aprile 2025.
6. ↑   Il delitto di via Poma a "Storie di sera" - Intervista esclusiva a Paola Cesaroni, su Rai Ufficio Stampa, 5 maggio 2025.